# Prosa ritmica
La prosa ritmica è stata una forma di composizione testuale intermedia tra la prosa e la poesia, diffusasi nella letteratura latina medievale, soprattutto a partire dall'XI secolo.
Tale prosa seguiva un particolare andamento ritmico, detto cursus, dove la clausola, cioè la parte finale del periodo (o colon), era caratterizzata dall'adozione obbligata di particolari figure di ritmo.
La prosa ritmica fu adottata in particolare dalle varie cancellerie europee, che la utilizzavano nella redazione delle epistole ufficiali.